# Rádio Absoluta
A Rádio Absoluta AM 1470 é uma emissora de rádio brasileira, situada na cidade de Campos dos Goytacazes, RJ. Opera na frequência de 1470 kHz, em Ondas Médias, e pertence a Zenilton Dumas Neto.

## História
A Rádio Absoluta foi fundada no dia 11 de julho de 1958, como Rádio Jornal Fluminense. Inicialmente, seus estúdios ficavam situados à rua João Pessoa, 117. O radialista Hernon Viana comandava a rádio, auxiliado por uma equipe composta (além de outros) por Hélio Belbons, Elzio Freitas, Carlos Rodrigues, José Mauricio Linhares e pelos jornalistas Mario Newton Filho e Genaro Vasconcelos.
No dia 30 de novembro de 2007, a Rádio Jornal Fluminense foi vendida para o empresário Zenilton Dumas Neto, e mudou seu nome para Rádio Absoluta 1470 AM. Em pouco tempo no ar, a Rádio Absoluta 1470 AM contratou grandes profissionais como: Olavo Cardoso (in memorian), Felício de Souza, Nilson Maria, José Augusto (in memorian), Arnaldo Garcia, Evaldo de Andrade, Marcos Aventura, Sérgio da Mata Tinoco, Carlinhos Manhães (in memorian), Cassiano Santana, Jordão Rocha, Watson Tavares, Irmão Nelinho e André Freitas. Também revelou jovens profissionais como Diego Machado, Marcos Alexandre, Rhyann Souza e Saulo Maciel, o que fez a emissora ganhar prestígio e ser uma das líderes de audiência no rádio campista.
Em 2018, a direção da rádio anunciou a aquisição dos direitos de transmissão da Copa do Mundo FIFA 2018 da Rússia. A emissora se junta a outras de grande porte, como Rádio Gaúcha, Jovem Pan News e Rádio Globo, na cobertura do Mundial.
A equipe atual da emissora conta com os locutores: André Freitas, Cacau Borges, Evaldo de Andrade, Diego Machado, Irmão Nelinho, Marcos Alexandre e Souza Neto.
Parte da programação da emissora é arrendada para transmissão de programas religiosos como "Amigos Pela Fé" (com Irmão Nelinho) e também a transmissão de programas da Igreja Pentecostal Deus é Amor.
Nos fins de semana programação na parte da manhã conta com o Programa Martelinho de Ouro Especial das 7h ao meio dia. E na parte da tarde a programação musical é mesclada com Jornadas Esportivas com os seguintes profissionais: 
- Saulo Maciel e Evandro Costa (narração)
- Sidiney Ribeiro e Marcos Mendonça (comentários)
- Amaro Lírio (plantão esportivo)